# Liste de maîtres verriers
La liste de maîtres verriers vise à recenser, par ordre chronologique de naissance, les maîtres verriers du monde.

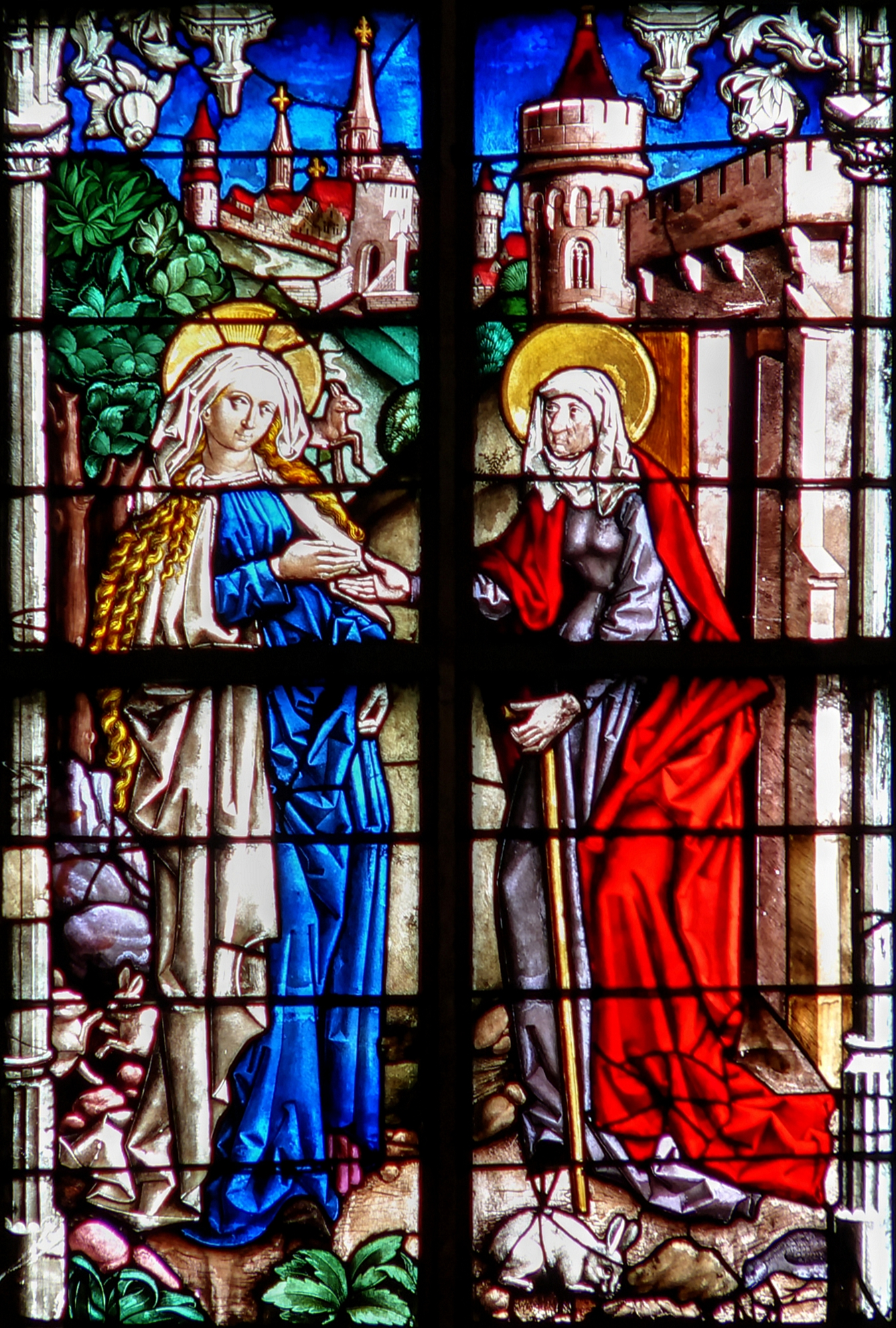
La visitation de Peter Hemmel von Andlau (vers 1480) dans la Cathédrale d'Ulm

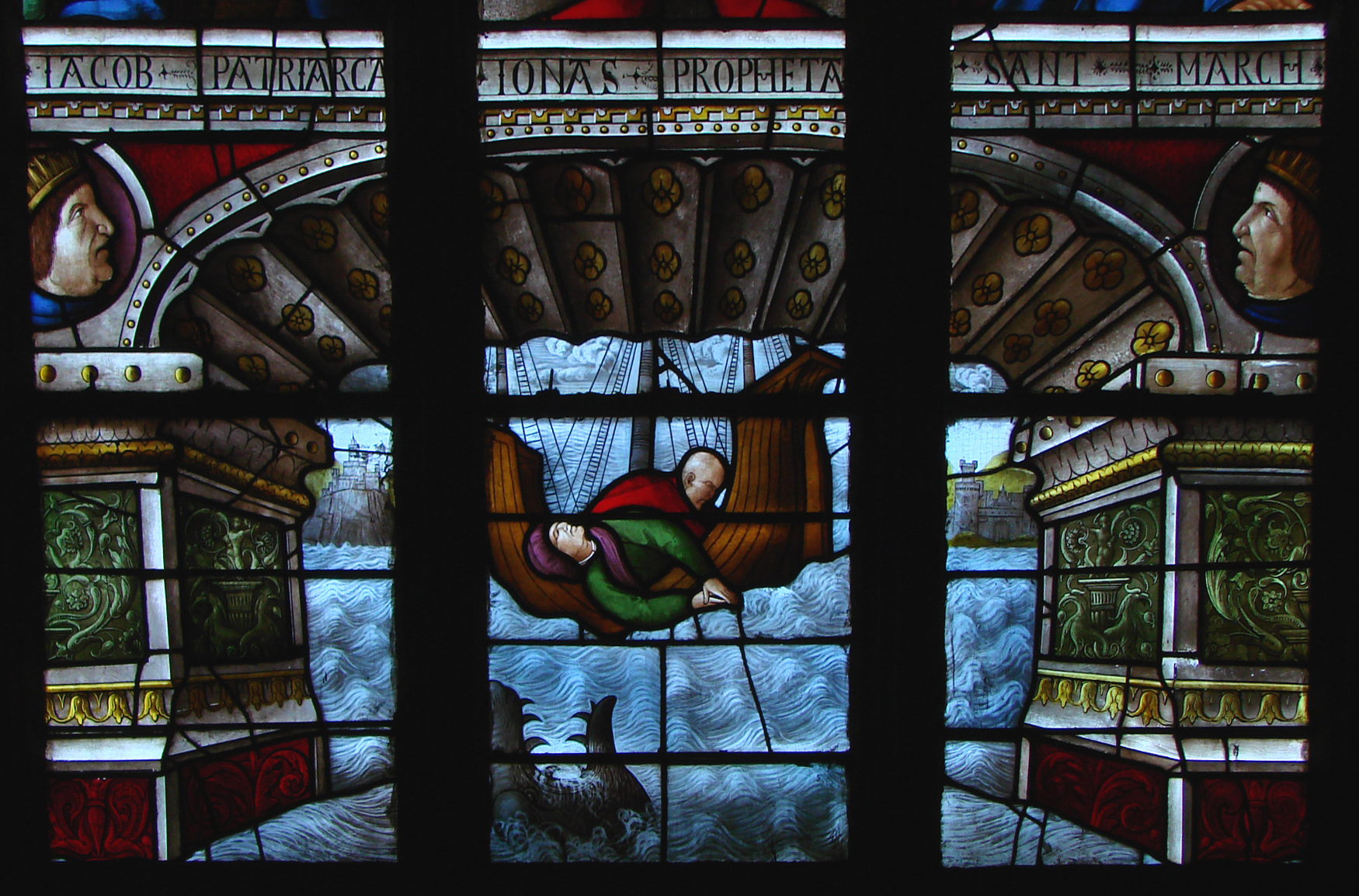
Cathédrale d'Auch, vitrail d'Arnaud de Moles : Jonas (détail).

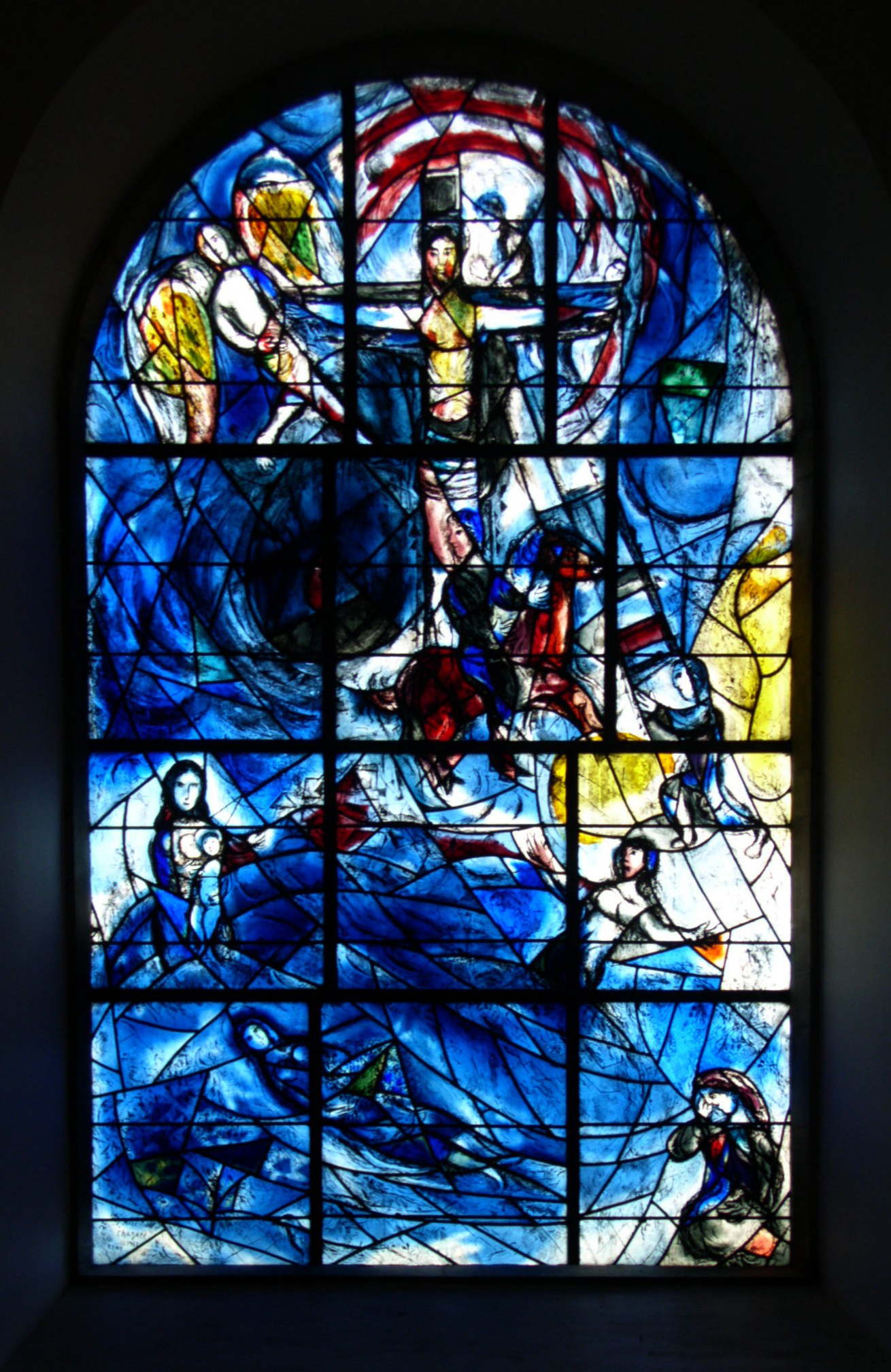
Fenêtre de l'autel de l'All Saints Church à Tudeley, Kent par Marc Chagall

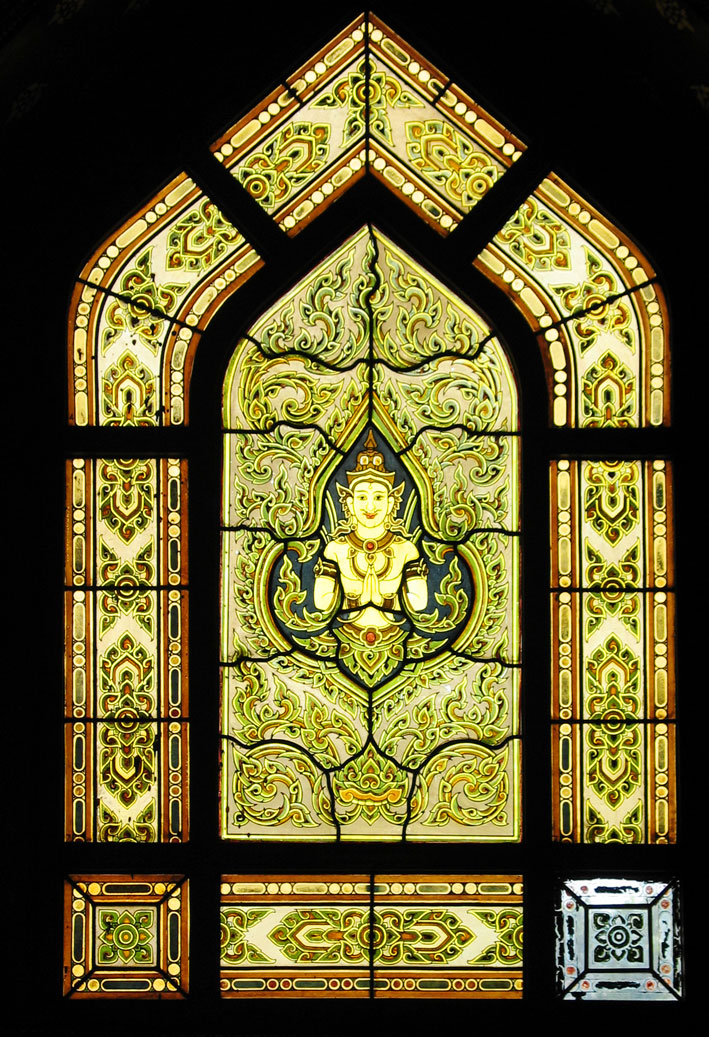
Fenêtre à Wat Benchama Bophit (Bangkok, Thailand)

## XIVesiècle-XVesiècle
- Meister von Königsfelden, également atelier de Königsfeld (XIVe siècle), Maître ou école de peinture inconnus, créa entre 1325 et 1340 les fenêtres de verre du cloître franciscain de Königsfelden
- Hans Acker (ca. 1380; mort en 1461), peintre sur verre à Ulm
- Jakob Acker l'ancien (fin du XIVe/début du XVe à Ulm), peintre sur verre allemand
- Hermann Schadeberg, également Hermann de Bâle, 1399/1438 à Strasbourg, également illustrateur
- Francesco Livi († vers 1439), maître verrier toscan actif à Lübeck et Florence
- Jacques d'Ulm (1407-1491), moine dominicain italien, bienheureux.
- Peter Hemmel von Andlau (né vers 1420) important peintre allemand sur verre du XVe siècle
- Guillaume Barbe, actif entre 1465 et 1470 à Rouen.
- André Robin, maître verrier angevin du XVe siècle.
- Antoine de Lonhy, peintre, enlumineur et maître verrier du XVe siècle, auteur de la grande rosace de Santa Maria del Mar, Barcelone (1462)
- Ambrosino da Tormoli (Soncino, province de Crémone, 1437 – Bologne, 1517)

## XVIesiècle
- Arnaud de Moles (1470-1520)
- Arnoult de Nimègue  (ca. 1470 - ca. 1540)
- Nicolas Beaurain (†1563), maître-verrier ayant réalisé les vitraux de la Sainte-Chapelle de Vincennes
- Valentin Bousch, né à la fin du XVe siècle à Strasbourg et mort en août 1541 à Metz
- Jean Chastellain (vers 1490-1541), maître-verrier parisien, célèbre pour le vitrail de la Sagesse de Salomon de l'église Saint-Gervais-Saint-Protais de Paris qui avait été attribué à Robert Pinaigrier
- Veit Hirschvogel l'ancien (1461–1525)
- Linard Gonthier,  (1565-après 1642) actif à Troyes
- Jean Lecuyer, actif au 16e siècle
- Engrand Leprince, mort en 1531
- Guillaume de Marcillat (1470-1529)
- Corrado de Mochis (1525-1569)
- Famille Pinaigrier, une famille de maîtres-verriers parisiens de la fin du XVIe siècle et du début du XVIIe siècle. Un Robert Pinaigrier, arrière-grand-père de Nicolas Pinaigrier, n'a existé que dans l'imagination des historiens de l'art du XIXe siècle.

## XVIIesiècle
- Famille Bonhomme, active à Liège, puis dans les Pays-Bas méridionaux, de 1627 à 1804
- Bernard Perrot (1640-1709), actif à Orléans

## XVIIIesiècle
- Atelier de vitrail Le Viel, depuis le XVIIe siècle à Rouen puis à Paris, en activité jusqu'en 1830
- Pierre Le Vieil, (Paris, 1708 – Paris, 1772)
- Anton Kothgaßner (1769-1851)
- Josef Zich (1754-1824)

## XIXesiècle
- Étienne Thevenot, né le 9 août 1797 à Clermont-Ferrand et mort le 12 octobre 1862 dans la même ville
- Max Emanuel Ainmiller (1807–1870), peintre, sculpteur et peintre sur verre allemand ; est considéré comme principal responsable de la renaissance du vitrail au XIXe siècle
- Alexandre Mauvernay (1810-1898), peintre verrier à Saint-Galmier
- Carl Geyling (1814–1880), autrichien
- Eugène Hucher (1814-1889), père de Ferdinand Hucher qui lui a succédé
- Julien-Léopold Lobin (1814-1864), fondateur de atelier Lobin (actif de 1848-1905) à Tours, 35, rue des Ursulines, repris par :
— Lucien-Léopold Lobin (1837-1892), fils du précédent, 
— Joseph-Prosper Florence, beau-frère de Lobin père, gérera le patrimoine acquis jusqu'en 1905.
- Claudius Lavergne (1815-1887), peintre verrier à Paris
- Charles Gaudelet (1817-1870), maître-verrier lillois
- Emile Pagnon (1817-1871), ancien élève de l'Ecole des Beaux-arts de Paris, ayant commencé sa carrière à Saint-Galmier auprès d'Alexandre Mauvernay, puis installé à Lyon  en 1850, travaillant avec son épouse Marie Déchelette (1825-1909) au sein de l'atelier désigné sous leurs deux noms Pagnon-Deschelette. Marie Deschelette, première femme maître verrier dans la région, a pousuivi l'activité de cet atelier après la mort de son époux en 1871, avant de le céder en 1884 à A.Roux
- François Fialeix (1818-1886)
- Charles-François Champigneulle né à Metz le 9 octobre 1820, décédé le 11 août 1882
- Eugène-Stanislas Oudinot (1827-1889), peintre verrier à Paris
- Émile Hirsch (1832-1904)
- Nicolas Lorin (1833-1882), fondateur en 1863 des Ateliers Lorin de Chartres, repris par son fils Charles Lorin (1874-1940) puis par son petit-fils François Lorin (1900-1972)
- Jules Boulanger (1833-1911), peintre verrier à Rouen, 9, rue des Marronniers
- Martial Mailhot (1835-1897), peintre verrier à Clermont-Ferrand
- Édouard Didron (1836-1902), peintre verrier à Paris, 6, boulevard d'Enfer prolongé
- Louis-Gustave Duhamel (1836-1914) puis atelier Duhamel-Marette, maître verrier à Évreux
- Léon Tournel (1838-1902), père de Henri-Charles Tournel (1868-1942) et Émile Tournel (1864-1935), grand-père de Charles Henri Tournel (1907-1959).
- François-Théodore Legras (1839–1916), maître verrier à Saint-Denis
- Alexander Linnemann (1839–1902), architecte, peintre sur verre, artisan. Vitraux : Constance, 1886, Münster, Gebhard-Kapelle avec Joachim Lettow
- Gustave Pierre Dagrant (1839-1915), peintre verrier à Bordeaux, 7 cours Saint-Jean
- Franz Xaver Zettler (1841-1916)
- Jean-Baptiste Anglade (1841-1913), peintre verrier à Paris, 55, boulevard du Montparnasse
- Jean-Baptiste Capronnier, maître verrier belge
- Carl de Bouché (1845-1920)
- Lucien Chatain (1846-1886), peintre verrier à Clermont-Ferrand
- Lucien Bégule (1848-1935), peintre verrier à Lyon, 86, montée de Choulans
- Henri Carot (1850-1919), peintre verrier à Paris, 41, rue Denfert-Rochereau
- Félix Gaudin (1851-1930), peintre verrier et mosaïste français[1]
- Louis André, né en 1852, mort à Aix-en-Provence en 1938
- Hans Drinneberg (1852-1931), également collectionneur d'art à Karlsruhe
- Charles Champigneulle, fils de Charles-François Champigneulle, né à Metz en 1853, mort à Savonnières-devant-Bar en 1905
- Gustav van Treeck (1854–1930)
- Emmanuel-Marie-Joseph Champigneulle, fils de Charles-François Champigneulle, (1860-1942)
- Atelier Bessac, fondé en 1860 par Antoine Bessac (1824-1873) à Pont-d'Ain, repris par ses fils, Benoit (1850-1882) puis Jean-Augustin (1858-1917), qui s'installe à Grenoble en 1892. Antoine-Eugène Bessac (1898-199?), son fils, reprend et fait prospérer l'atelier, qui, racheté en 1998 par Christophe Berthier, existe toujours
- Clement Heaton (1861–1940), peintre sur verre britannique
- Frederick Carder (1863-1963) Maître verrier fondateur de la Steuben Glass Works.
- Pierre Linster (1863-1963) maître verrier à Mondorf-les-Bains.
- Jan Thorn Prikker (1868–1932) peintre, mosaïste et peintre sur verre néerlandais, à partir de 1904 en Allemagne
- Jacques Grüber (1870-1936)
- Léon Payan (1870-1928), dessinateur, peintre verrier
- Alfred Labille (ca 1870-ca 1930), peintre verrier
- Georges Rouault (1871–1958), peintre, céramiste, émailliste
- Charles Lorin (1874-1940), fils de Nicolas Lorin, fondateur en 1863 des Ateliers Lorin de Chartres, repris après la Seconde Guerre mondiale par son fils François Lorin (1900-1972)
- Rudolf Linnemann (1874–1916), également architecte
- Heinrich Hoffmann (1875-1939)
- Otto Linnemann (1876–1961)
- Richard Arthur Nüscheler (1877-1950), précurseur de la dalle de verre
- Marius Ernest Sabino (1878-1961)

## XXesiècle
- Louis Barillet (1880-1948)
- Francis Chigot (1880-1960) Atelier du vitrail Francis et Pierre Chigot à Limoges
- Charles Schneider (1881-1953)
- Hippolyte Paquier-Sarrasin, (1882- ?)
- Maurice Marinot, (1882-1960), également artiste peintre français
- Karl Muggly (1884–1957), Bielefeld
- Théo Hanssen (1885-1957),
- Louis Halter (1886–1956), Berne
- Marc Chagall (1887–1985), peintre français d'origine russe
- Wilhelmina Geddes (1887–1955), peintre irlandaise
- Harry Clarke (1889-1931)
- Jacques Simon (maître verrier) (1890-1974)
- Erwin Bossanyi (1891–1975), peintre hongrois actif dans le nord de l’Allemagne puis en Grande-Bretagne après 1934
- Charles Crodel (1894–1973)
- Marguerite Huré (1895-1967)
- Jacques Le Chevallier (1896-1987)
- atelier Bitterlin : Paul Bitterlin  succède à son père (création de 1842)
- Camille Wybo, maître verrier belge à Tournai
- Arthur Wybo, maître verrier belge
- Dirck-Pierre Struys, maître verrier malinois et père d'Alexandre Struys, artiste peintre d'origine hollandaise
- Louis Balmet (1876-1957)
- Jean Hébert-Stevens (1888-1943)
- Kathleen Quigly (1888-1981)
- Georges Dettviller (1888-1972)
- Elisabeth Coester (1900-1941)
- Wilhelm Geyer (1900-1968)
- François Lorin (1900-1972)
- Egbert Lammers (1900-1996)
- Martin Häusle (1903-1966)
- Max von Mühlenen (1903-1971)
- Jean-Jacques Grüber (1904-1988)
- Joséphine Paillet (Lamy-Paillet) (1904-1988)
- Ernst Jansen-Winkeln (1904-1992)
- Heinrich Schlevogt (1904-1984)
- Gabriel Loire (1904-1996)
- Étienne Delannoy (1904-1999) à Lille
- Josef Oberberger (1905-1994)
- Max Lacher (1905-1988)
- Franz Xaver Wilfried Braunmiller (1905-1993)
- Helmuth Uhrig (1906-1979)
- Ida Köhne (1907-2005)
- Max Ingrand (1908-1969)
- Alfons Abel (1908-1994)
- Oskar Fritz Beier (1908-1972)
- Margarete Franke (1909-2011)
- Max Brunner (1910-2007)
- Roger Calixte Poupart (Lyon 1911 - Melun 1977)
- Paul Bony (1911-1982)
- Hans Mennekes (1911-1983)
- Georg Meistermann (1911-1990)
- Ernest Werle (1912-1998)
- Maria Katzgrau (1912-1998)
- Walter Benner (1912-2005)
- Wilhelm de Graaff (1912-1975)
- Blasius Spreng (1913-1987)
- Edmund Schuitz (1913-1992)
- Ludwig Becker (de) (1914-1971)
- Karl Olie (1915-1987)
- Franz K. Opitz (1916-1998)
- Valentin Peter Feuerstein (1917-1999)
- Hubert Distler (1919-2004)
- Jacques Leuzy (1922-1962)
- Jupp (Josef) Gesing (1922-1998)
- Josef de Ponte (1922-2006)
- Sergio de Castro (1922-2012)
- Hans Gottfried von Stockhausen (1920-2010)
- Charles Marq (1923-2006)
- Wilhelm Buschulte (1923-2013)
- Jakob Schwarzkopf (1926-2001)
- Ludwig Schaffrath (1924-2010)
- Nicolas Sollogoub (1925-2014)
- Hubert Spierling (1925-2018)
- Johannes Beeck (1927-2017)
- Heinz Lilienthal (1927-2006)
- Franz Pauli (1927-1970)
- Wolf-Dieter Kohler (1928-1985)
- Elisabeth Altenrichter-Dicke (1929-2013)
- Michel Gigon (1929-2022)
- Manfred Karsubke (1929-2011)
- Henri Déchanet (1930-2019)
- Franz Eggenschwiler (1930-2000)
- Johannes Schreiter (1930)
- Robert Tillier (1930-2009)
- Joachim Klos (1931-2007)
- Jochem Poensgen (1931-2023)
- Gerhard Richter (1932)
- Jacques Loire (1932-2021)
- Claude Morin (1932-2021)
- Guy Lefèvre (1933-2018)
- Jean-Pierre Le Bihan (1934-2015)
- Heinz Dohmen (1934)
- Nikolaus Bette (1934)
- Michel Petit (1934)
- Andreas Felger (1935)
- Jürgen Reipka (1936-2013)
- Claude Baillon (1939)
- Kim En Joong (1940)
- Markus Lüpertz (1941)
- Narcissus Quagliata (1942)
- Ferdinand Pire (1943)
- Ada Isensee (1944)
- Bernard Foucher (1944-2020)
- Gérard Collin-Thiébaut (1946)
- Hans Meier-Urech (1946)
- Martin Halter (1947)
- Gottfried Olie (1948)
- Hans-Joachim Kubos (1949)
- Karel Rechlík (1950)
- Joël Mône (1950)
- Pierre-Alain Parot (1950-2023)
- Nabo Gaß (1954)
- Clemens Hillebrand (1955)
- Cécilia Moreira de Almeida (1955)[2]
- Carlo Roccella (1956), atelier fondé en 1986 - Béziers
- Guy Kemper (1959)
- Bruno Altmayer (1959)
- Jörgen Habedank (1961)
- Petr Beranek (1967, Prague)
- Michael Lönne (1968) et Jörn Neumann (1974)
- Wilfried Osten
- Vitrail Saint-Georges, atelier lyonnais fondé en 1979
- La Maison du Vitrail, atelier parisien classé EPV, dirigé par Emmanuelle Andrieux Lefevre fondé en 1973 par Philippe et Christiane Andrieux
- France Vitrail International, atelier dirigé par Eric Bonte Maître Verrier depuis 1979 à Paris